# Robert Rice Reynolds
Robert Rice Reynolds, född 18 juni 1884 i Asheville, North Carolina, död 13 februari 1963 i Asheville, North Carolina, var en amerikansk politiker (demokrat). Han representerade delstaten North Carolina i USA:s senat 1932–1945. Han var känd för sin populistiska stil.
Reynolds studerade vid University of North Carolina at Chapel Hill. Han arbetade som advokat och som åklagare i Asheville. Reynolds fyllnadsvaldes 1932 till USA:s senat. Han profilerade sig som en stark motståndare till alkoholförbudet. Han vann anhängare med sin färgrika retorik trots att hans kampanj till en början saknade pengar. Reynolds besegrade den sittande senatorn Cameron A. Morrison i demokraternas primärval och vann sedan själva fyllnadsvalet. Han efterträdde Morrison som senator i november 1932.
Senator Reynolds profilerade sig som en isolationist. Han försvarade Adolf Hitler och Benito Mussolini, vilka han ansåg hade blivit utsatta för hatpropaganda i USA. Motståndarna kallade honom Tar Heel Fuhrer på grund av försvaret av Hitler. Han var god vän med kollegan från Louisiana, Huey Long. Reynolds hade starkt antisemitiska åsikter i sin privata korrespondens men han brukade inte diskutera judar i sina politiska tal. Han var också rasist men inte lika extrem som Theodore G. Bilbo och rasfrågan var inte hans främsta politiska fråga. Han var emot invandring i största allmänhet. En av Reynolds viktigaste profilfrågor var motståndet mot storföretagens makt som ledde till hans krav på statens större roll i ekonomin. Reynolds efterträddes 1945 som senator av Clyde R. Hoey.
Reynolds var metodist. Han gravsattes på Riverside Cemetery i Asheville.